# Club Atlético Obras Sanitarias de la Nación
O Club Atlético Obras Sanitarias de la Nación é um clube poliesportivo argentino com sede na cidade de Buenos Aires. Surgiu em 27 de março de 1917, quando funcionários de uma empresa pública se reuniram com o intuito de fundar um espaço para práticas de esportes.
É uma das mais tradicionais e importantes associações civis do país, sendo o berço de diferentes gerações de atletas e anfitrião de inúmeros eventos culturais.
O clube tem como principal atividade o basquetebol, esporte pelo qual se consagrou três vezes campeão nacional, além dos títulos da Liga Sul-Americana e da Copa Intercontinental.

## História
O Obras Sanitarias foi fundado em 27 de março de 1917 por funcionários da empresa pública Obras Sanitarias de la Nación, que tinham como objetivo formar um espaço para praticar diversos esportes. Em 22 de março de 1925, inaugurou oficialmente o primeiro centro esportivo, com instalações para a prática de atletismo, bocha, futebol, natação, pádel, rugby e tênis. Dezesseis anos depois, inaugurou a sede social, o que permitiu ao clube incorporar novas atividades esportivas cobertas, e outras de caráter cultural e de lazer.
No âmbito social, detém uma escola dentro de suas dependências, que oferece todos os níveis de ensino e auxilia na formação de jovens, com ênfase em estudos voltados para ecologia e esporte.
O Obras Sanitarias, em sua história, foi responsável por sediar diversas competições esportivas, como o Campeonato Sul-Americano de Caratê e o Campeonato Mundial de Clubes de Voleibol. Foi também o primeiro clube da América do Sul a adquirir um campo de grama sintética para a prática de hóquei.

## Títulos

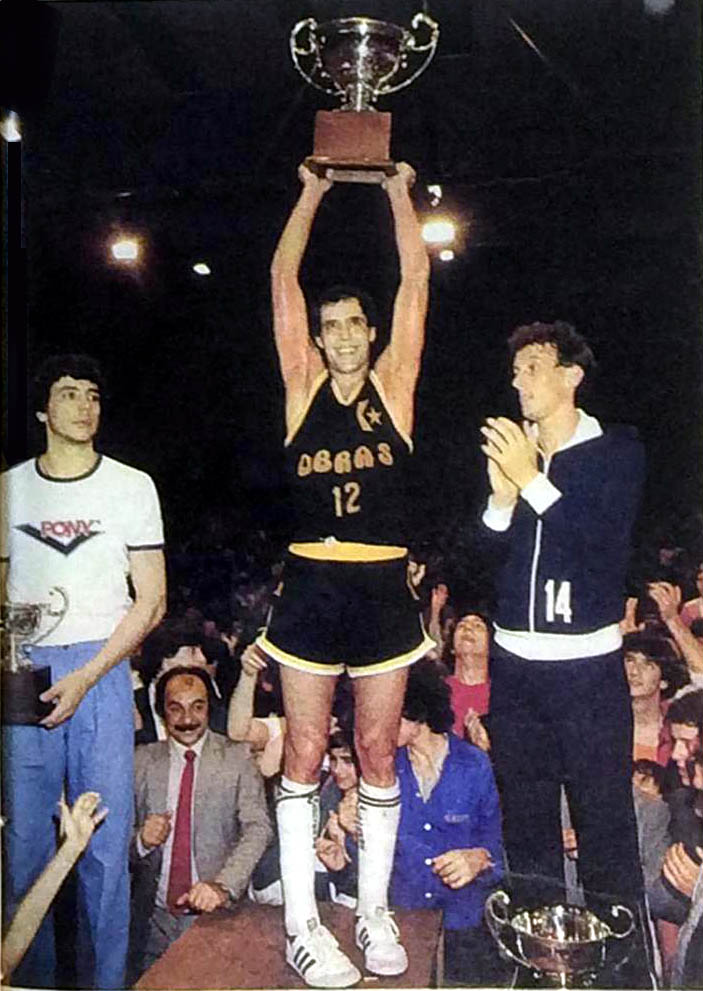
O jogador Eduardo Cadillac levanta a taça da Copa Intercontinental FIBA conquistada pelo Obras, em 1983

### Basquetebol
Nacionais
- Campeonato Argentino: 1975,[4] 1976[4] e 1982.[4]
- Torneo Nacional de Ascenso: 1995-96.[4]

Internacionais
- Copa Intercontinental FIBA: 1983.[5][6]
- Liga Sul-Americana: 2011.[7]
- Torneio Interligas: 2011.[8]

### Voleibol
Internacionais
- Campeonato Sul-Americano de Clubes de Voleibol
- Terceiro lugar:1990[9]